# میهائلا پوهواتا
میهائلا پوهواتا (به انگلیسی: Mihaela Pohoață) ژیمناست زادهٔ ۲۸ اکتبر ۱۹۸۱ میلادی اهل کشور رومانی است.